# Rue Isabey (Nancy)
Pour les articles homonymes, voir Rue Isabey.
La rue Isabey est une voie située à proximité de la gare de Nancy, au centre de la commune française  de Nancy.

## Situation et accès
Elle débute rue Raymond-Poincaré et se termine rue de Boudonville.

## Origine du nom
Elle porte le nom du portraitiste et miniaturiste nancéien Jean-Baptiste Isabey (1767-1855).

## Historique
Cette rue est l'ancienne « ruelle Saint-Antoine », élargie et prolongée jusqu'à rue de Boudonville.

## Bâtiments remarquables et lieux de mémoire
- n°3 immeuble construit en 1893 par l'architecte Félicien César
- n°5-5bis immeuble construit en 1908 par l'architecte Joseph Hornecker
- n°9 immeuble construit en 1926 par l'architecte Jean Bourgon
- n°18 immeuble construit ≈1920 par l'architecte E. Gény
- n°20 villa Isabey construite ≈1890 par l'architecte Charles-Désiré Bourgon
- n°26 hôtel particulier construit en 1895 par l’architecte Émile Jacquemin
- n°31 maison construite en 1912 par l'architecte E. Gény
- n°33 hôtel particulier construit en 1893
- n°47 hôtel particulier construit en 1880
- n°57 Centre d'Information et d'Orientation : hôtel particulier construit en 1889 par l'architecte Félicien César : matériau utilisé brique rouge et pierre blanche
- n°59 immeuble construit en  1894 par l'architecte Louis Lanternier
- n°65 hôtel particulier construit en 1885 par l'architecte F. César
- n°73 Centre Médico-Psycho-Pédagogique de Nancy : construit en 1903 par l'architecte Félicien César